# 11. октобар
11. октобар (11.10.) је 284. дан у години по грегоријанском календару (285. у преступној години). До краја године има још 81 дан.

## Догађаји
- 1521 — Папа Лав X доделио је енглеском краљу Хенрију VIII титулу „Бранитеља вере“ пошто је краљ објавио књигу у којој је осудио идеје верског реформатора Мартина Лутера. Хенри VIII је 12 година касније оспорио ауторитет римокатоличке цркве, а 1534. се прогласио поглаваром англиканске цркве.
- 1531 — Војска швајцарских католичких кантона поразила је код Капела снаге града Цириха и његових протестантских савезника.
- 1698 — Споразум у Ден Хагу између Енглеске и Француске.
- 1871 — Аустроугарске власти су угушиле Раковичку буну и убиле њеног вођу Еугена Кватерника.
- 1882 — Илкин атентат: Јелена-Илка Марковић покушала, у чину личне освете, да убије српског краља Милана Обреновића у београдској Саборној цркви.
- 1899 — Почео је Други бурски рат између јужноафричких бурских држава Трансвал и Орање и Велике Британије.
- 1939 — Група америчких научника, међу којима и Алберт Ајнштајн, обавестили су председника САД Френклина Д. Рузвелта о могућности производње атомске бомбе.
- 1942 — Америчка морнарица је у бици код рта Есперанс код северозападне обале Гвадалканала пресрела и поразила јапанску флоту послату да уништи Хендерсоново поље.
- 1962 — Папа Јован XXIII отворио је у базилици Светог Петра у Риму Други ватикански сабор, први такав скуп од 1870. Сабор је трајао до 1965. и најавио је значајне реформе католичке цркве у њеном прилагођавању модерном свету.
- 1976 — У Кини је, под оптужбом за заверу ухапшена Четворочлана банда - удовица Мао Цедунга Ђанг Чинг и три бивша висока функционера.
- 1980 — Двојица совјетских космонаута окончали су дотад најдужу мисију у космосу. У броду „Саљут 6“ они су провели у свемиру 185 дана.
- 1985 — Четири америчка ловца пресрела су египатски авион са отмичарима италијанског путничког брода „Акиле Лауро“ и приморали га да слети на Сицилију, где су отмичари ухапшени. Отмичари су се 9. октобра предали египатским властима које су им одобриле да одлете у Тунис.
- 1988 — Говор папе Јована Павла II прекинут је у Европском парламенту у Стразбуру када је британски посланик из Северне Ирске, протестантски свештеник Ијан Пејсли, почео да узвикује „антихрист“, развивши транспарент на којем је писало „Јован Павле II - антихрист“.
- 1993 — У атентату у Ослу тешко је рањен Вилијам Нигард, норвешки издавач „Сатанских стихова“ Салмана Рушдија, британског писца индијског порекла, којег је ирански верски вођа Хомеини осудио на смрт.
- 1998 — Ни након седмочасовних разговора у седмој рунди преговора, председник СР Југославије Слободан Милошевић и специјални амерички изасланик Ричард Холбрук нису постигли договор око решавања косовске кризе на основу резолуције УН од 23. септембра. Поред претњи војном интервенцијом НАТО-а, Милошевић је одбио Верификациону мисију која би пратила спровођење резолуције.
- 2002 — Војни суд у Нишу осудио је четири припадника Војске Југославије на вишегодишње казне затвора због ратних злочина над цивилним становништвом током рата на Косову.
- 2018 — Немачки ланац трговине „Лидл" је свечано отворио првих 16 маркета у 12 градова Србије. На отварање је већ првог дана похрлило стотине хиљада грађана, што није прошло без инцидената, а у Лесковцу је интервенисала и полиција након што је избила туча за јефтином пилетином.

## Рођења
- 1671 — Фредерик IV Дански, краљ Данске и Норвешке. (прем. 1730)
- 1739 — Григориј Потемкин, руски војсковођа и политичар. (прем. 1791)
- 1806 — Александар Карађорђевић, српски кнез од 1842. до 1858. (прем. 1885)
- 1851 — Јосиф Маринковић, композитор и хоровођа, диригент Београдског певачког друштва и Академског друштва "Обилић", академик. (прем. 1931)
- 1865 — Јован Цвијић, српски географ, председник Српске краљевске академије. (прем. 1927)
- 1881 — Ханс Келзен, аустријски правник. (прем. 1973)
- 1884 — Еленор Рузвелт, америчка политичарка, хуманитарна радница, супруга председника САД Френклина Д. Рузвелта. (прем. 1945)[1]
- 1885 — Франсоа Моријак, француски књижевник, добитник Нобелове награде за књижевност (1952). (прем. 1970)
- 1896 — Роман Јакобсон, руски лингвиста и семиолог. (прем. 1982)
- 1914 — Рубен Фајн, амерички доктор психологије и шахиста. (прем. 1993)
- 1919 — Арт Блејки, амерички музичар. (прем. 1990)
- 1923 — Бранко Стојановић, народни херој Југославије. (прем. 1981)
- 1927 — Жозефина Шарлота од Белгије, белгијска принцеза. (прем. 2005)
- 1930 — Димитрије Богдановић, српски историчар, историчар књижевности и академик. (прем. 1986)
- 1930 — Здравко Велимировић, југословенски редитељ, сценариста и професор филмске режије. (прем. 2005)
- 1937 — Боби Чарлтон, енглески фудбалер. (прем. 2023)
- 1939 — Марија Буено, бразилска тенисерка. (прем. 2018)
- 1942 — Амитаб Бачан, индијски глумац.
- 1943 — Мајкл Стоунбрејкер, амерички научник.
- 1947 — Лукас Пападимос, грчки политичар.
- 1954 — Војислав Шешељ, српски политичар, председник Српске радикалне странке.
- 1955 — Ханс Петер Бригел, немачки фудбалер и фудбалски тренер.
- 1962 — Џоун Кјузак, америчка глумица и комичарка.
- 1964 — Милорад Ратковић, босанскохерцеговачко-српски фудбалер.
  - Драган Бубало, поручник ЈНА
- 1966 — Лук Пери, амерички глумац. (прем. 2019)
- 1976 — Емили Дешанел, америчка глумица.
- 1985 — Мишел Трахтенберг, америчка глумица. (прем. 2025)
- 1992 — Карди Би, америчка хип хоп музичарка.
- 1999 — Вељко Филиповић, српски фудбалер.

## Смрти
- 1188 — Роберт I од Дреа, француски војвода. (рођ. 1123)
- 1303 — Папа Бонифације VIII, католички папа. (рођ. 1235)
- 1347 — Лудвиг IV Баварски, немачки краљ и цар Светог римског царства (рођ. 1282)
- 1424 — Јан Жишка, чешки генерал и национални херој. (рођ. 1360)
- 1531 — Улрих Цвингли, вођа реформације у Швајцарској. (рођ. 1484)[2]
- 1579 — Мехмед-паша Соколовић, пореклом Србин, је био Велики везир (председник владе) у Османском царству. (рођ. отприлике 1505)
- 1809 — Мериведер Луис, амерички истраживач и војник. (рођ. 1774)
- 1889 — Џејмс Џул, енглески физичар и пивар. (рођ. 1818)
- 1896 — Антон Брукнер, аустријски композитор. (рођ. 1824)
- 1919 — Карл Адолф Гјелеруп, дански књижевник, добитник Нобелове награде за књижевност (1917). (рођ. 1857)[3]
- 1958 — Морис Вламенк, француски уметник. (рођ. 1876)
- 1963 — Едит Пијаф, француска певачица. (рођ. 1915)
- 1963. — Жан Кокто, француски писац, сликар и режисер. (рођ. 1889)
- 1965 — Доротеа Ланг, амерички фотограф. (рођ. 1895)
- 1977 — Ибрахим ал Хамди, председник Северног Јемена (1974—1977). (рођ. 1943)
- 1988 — Бонита Гранвил, америчка глумица. (рођ. 1923)
- 2000 — Доналд Ђуар, председник шкотског парламента.
- 2000 — Матија Љубек, хрватски кануиста. (рођ. 1953)
- 2008 — Јерг Хајдер, аустријски политичар. (рођ. 1950)
- 2013 — Ерих Прибке, капетан Безбедносне полиције у нацистичкој Немачкој. (рођ. 1913)
- 2019 — Мирјана Вачић, југословенска и српска глумица (рођ. 1933)
- 2020 — Бора Дрљача, српски фолк певач (рођ. 1941)

## Празници и дани сећања
- Православна црква прославља архиепископа Нектарија.
- Католичка црква прославља Папу Јована XXIII.
- Светски дан девојчица